# Jezioro Czaple (Pojezierze Drawskie)
Jezioro Czaple – jezioro w woj. zachodniopomorskim, w pow. drawskim, w gminie Drawsko Pomorskie, leżące na terenie Pojezierza Drawskiego.
Jego brzegi otaczają lasy mieszane. Składa się z dwóch połączonych ze sobą części - Jeziora Czaplego Małego oraz Jeziora Czaplego Dużego. Według urzędowego spisu opracowanego przez Komisję Nazw Miejscowości i Obiektów Fizjograficznych (KNMiOF) jeziora te stanowią osobne zbiorniki. Można tu spotkać takie gatunki ryb, jak: szczupak, okoń, węgorz, lin, leszcz, płoć, ukleja, miętus pospolity, sandacz.
W pobliżu południowego brzegu jeziora jest położone wojskowe lotnisko Ziemsko stanowiące część poligonu drawskiego.

## Dane morfometryczne
Powierzchnia zwierciadła wody według różnych źródeł wynosi od 56,0 ha (tylko jezioro Czaple Duże) do 103,2 ha (łącznie z jeziorem Czaple Małe) do 119,93 ha.
Zwierciadło wody położone jest na wysokości 97,3 m n.p.m. lub 97,4 m n.p.m. Średnia głębokość jeziora wynosi 6,5 m, natomiast głębokość maksymalna 25,7 m.
W oparciu o badania przeprowadzone w 1999 roku wody jeziora zaliczono do II klasy czystości.

## Hydronimia
Według urzędowego spisu opracowanego przez Komisję Nazw Miejscowości i Obiektów Fizjograficznych (KNMiOF) nazwa tego jeziora to Jezioro Czaple. W różnych publikacjach i na mapach topograficznych jezioro to występuje pod nazwą Czaple Duże.